# Quillan

Quillan este o comună în departamentul Aude din sudul Franței. În 1 ianuarie 2019 avea o populație de 3.212 de locuitori.